# 容绍包奇
容绍包奇（?—?），是范嗏的儿孙，为挥厚之弟。
范嗏在图们江下游珲春河口的元朝奚关总管府奚关城，承袭先人统辖斡朵里万户府。他娶妻生挥厚，纳妾生子包奇。包奇任官容绍。元朝灭亡后，东海女真人进攻元朝残留的地方统治机构。速平江（绥芬河）诸姓兀狄哈攻击奚关总管府。挥厚、包奇等首领率众抵抗失利，逃到朝鲜半岛吉州、咸州、定州等地。髙丽向东北部开拓疆土。挥厚与弟包奇、子猛哥帖木儿率众北返定居在图们江上游阿木河，隔江与今中国和龙县三合村相望。包奇在阿木河成婚，生吾沙哥、加时波、要知。挥厚约在1384年死去，遗妻也吾巨改嫁给包奇，生于虚里、吾沙哈、于沙哥、阿哈里、毛多赤、凡察。吾沙哥、加时波、于虚里投靠朝鲜王朝，凡察后来成为明朝建州右卫指挥使。